# Weldon Thomas
Weldon James Thomas (* 6. September 1929 in Fort Worth, Texas) ist ein US-amerikanischer Opernsänger (Bass).

## Leben
Weldon James Thomas studierte Gesang an der Trinity University in San Antonio bei John Seagle und am Konservatorium der Stadt Wien bei Sergey Radamski. Ferner nahm er Gesangsunterricht u. a. bei Enzo Muschezini, Kenneth (Ken) Neate und Josef Metternich. Engagements führten den Künstler an die Musikbühnen von Graz (1959–1961), Detmold (1961–1963), Bielefeld (1963–1965), Bonn (1965–1974), Gelsenkirchen (1974–1977) und Augsburg (1978–1991). Er sang als Gast auf den Opernbühnen von Venedig, Neapel, München, Stuttgart, Berlin, Köln, Seattle etc. unter anderem an der Seite von Waltraud Meier, Anneliese Rothenberger, Deborah Sasson, Deborah Polaski, Hans Sotin, Peter Hofmann und Jeannine Altmeyer. Der Künstler war auch ein gefragter Lied-, Konzert- und Oratoriensänger. Diesbezüglich hatte er vor allem in und um Augsburg sowie in den USA Auftritte.
Weldon Thomas, seit 1966 mit einer Deutschen verheiratet und Vater von zwei erwachsenen Kindern, war auch als Gesangspädagoge tätig. Zu seinen Schülern zählte beispielsweise Ronald Ulen.

## Auszeichnungen
- 1. Preis „high school singing contest“  Texas
- 1. Platz „young artist“  in Chattanoga Tennessee

## Rollenrepertoire (Auswahl)
- Rocco in Fidelio
- Raimondo Bidebent in Lucia di Lammermoor
- Osmin in Die Entführung aus dem Serail
- Kasper in Der Freischütz
- Don Pasquale in Don Pasquale
- Leporello/Komtur in  Don Giovanni
- Colline in La Bohème
- König Philipp II. in Don Carlos
- Zaccarias in Nabucco
- Daland in Der fliegende Holländer
- Landgraf in Tannhäuser und der Sängerkrieg auf der Wartburg
- Hans Stadinger in Der Waffenschmied
- König Marke in Tristan und Isolde
- Basilio in Il barbiere di Siviglia
- Fürst Gremin in Eugen Onegin